# كزبرة البئر
شعر الأرض، شعر الجن، شعر الغول، برشاد شان، وصيف أو  كزبرة الماء أو كزبرة البئر أو البَرشاوشان الشُعَيْري الزُهري أو كزبرة البير (الاسم العلمي:Adiantum capillus-veneris) (بالإنجليزية: MAIDENHAIR FERN) هو نوع من النباتات يتبع جنس البرشاوشان من الفصيلة الديشارية. وهو نبات رقيق ذو جزء قاعدي أسود لامع، السيقان أيضا سوداء لامعة، ما تشبه الأوراق ريشية متضاعفة وهي مستديرة إلي حد ما وذي حافة مسننة قليلا، مقلوبة، النبات في مجمله في شكله العام يشبه المروحة ويوجد به عرق يأخذ الشكل الشعاعي، يبدأ من القاعدة . وهو نبات مهم في الطب الشعبي.

## التسمية
شعر الغول، شعر الجبار، شعر الأرض، شعر الكلاب، شعر الخنزير، شعر الجن، ضفائر الجن، لحية الحمار، جعدة القناة، بقلة البئر، كزبرة البير، الساق الوصيف، ساق الأكحل، الساق الأسود، سبيكة, سانقة (فارسية), برسيان وبرسياوشان (فارسية ومعناها دواء الصدر). كلمة veneris الموجودة في اسم العشبة مشتقة من فينوس آلهة الجمال عند الإغريق ، أما capillus فمعناها شعيرة، و adiantum فمعناها غير قابل للبلل.

## التزهير والإثمار
النبات أولي، لذا فانه لا يزهر ولا يثمر، وإنما يتكاثر بواسطة الريزومات والجراثيم التي تتكون علي السطح السفلي لأشباه الأوراق وعند النضج تتطاير تلك الجراثيم لتعيد دورة الحياة ويكون ذلك غالبا في فصلى الربيع والصيف .

## التركيب
يكون الطور الجرثومي الجزء الأساسي في دورة حياة النبات ويتركب من ريزومة تنمو تحت سطح التربة على السطح السفلي جذور عرضية
وعلى السطح العلوي تخرج الأوراق السرخسية الكبيرة المتفرعة وتكون الأوراق الصغيرة عادة ملتفة حلزونياً ويتغطى سطح
الريزومة وكذلك أعناق الأوراق بحراشيف كثيرة تسمى رامنتا، وتوجد البثرات الجرثومية في مجموعات على السطح السفلي
للرويشات وعند حافتها وينحني جزء الرويشة الذي يحمل البثرات إلى أسفل ويعمل بذلك على حماية البثرات، وتنفتح الحوافظ
وتخرج منها الجراثيم التي تنبت معطية نباتات مشيجية وتعيد دورة الحياة.
ويتكون الطور المشيجي عندما تسقط الجرثومة في تربة مناسبة فإنها تنبت وتعطي أنبوبة إنبات قصيرة وتنقسم وتستطيل لتعطي
خيطاً أولياً مقسماً يتحول بعد ذلك إلى ثالوث بسيط قلبي الشكل ويعيش مستقلا «معتمدا» على نفسه في الغذاء لاحتواء خلاياه
على البلاستيدات الخضراء ويكون سمكه طبقة واحدة من الخلايا ما عدا الجزء الوسطي الذي يكون سمكه عدة طبقات ويُحمل على
السطح السفلي أشباه جذور (Rhizoids) وحيدة الخلية تعمل على امتصاص الماء والأملاح وأنثريدات وأرشيجونيات وتكون الأخيرة قرب القمة النامية.

## دورة الحياة
الطور السائد في دورة الحياة هو النبات الجرثومي حيث تمتد الساق الريزومية تحت سطح التربة ويخرج من السطح السفلي
جذور عرضية ومن السطح العلوي أوراق سرخسية كبيرة ريشية ثنائية.
تتجمع الحوافظ الجرثومية عند حافة الرويشات على سطحها السفلي على هيئة بثرات ويوجد داخل خلايا الحوافظ الجرثومية
خلايا جرثومية أمية ثنائية المجموعة تنتج الجراثيم الأحادية بعد انقسامين أحدهما اختزالي.
بعد النضج تبدأ الحوافظ الجرثومية في الجفاف وتتمزق وتنتشر الجراثيم وتسقط على الأرض وتنبت الجراثيم
عند توفر الظروف المناسبة.
ينشأ الطور المشيجي ويطلق عليه المَشَرَة الأولية (prothallus) ويعيش معتمداً على نفسه في التغذية ومستقلاً عن النبات
الجرثومي وتخرج أشباه جذور من السطح السفلي للثالوس الأولي تعمل على تثبيته في التربة وامتصاص الماء والعناصر
اللازمة له. وتوجد الأرشيجونات والأنثريدات على السطح السفلي.
يتمزق جدار الأنثريدة وتنطلق السابحات الذكرية ذات الأسواط وتصل عن طريق الماء لتصل إلى البيضة داخل الأرشيجونة.
تلقح سابحة ذكرية واحدة بيضة ويتكون الزيجوت وينشأ النبات الجرثومي الصغير، ويكون لهذا النبات قدم ينغرس
به في النبات المشيجي ثم يكون جذراً أولياً وساقاً بعد فترة تتكون الساق والأوراق العادية والجذور العرضية الخاصة
بالنبات الجرثومي.